# 龍捲風暴 (2024年電影)
《龍捲風暴》（英語：Twisters）是一部2024年美國災難電影，由鄭李爍執導，馬克·L·史密斯編劇，法蘭克·馬歇爾和帕特里克·克勞利監製。本片為1996年電影《龍捲風》的獨立續集。主演陣容包括黛西·埃德加-瓊斯、葛倫·鮑威爾、安東尼·拉莫斯、布蘭登·皮雷亞、毛拉·蒂爾尼與莎夏·蓮恩。
《龍捲風暴》由環球影業定檔2024年7月19日於美國上映。電影獲得影評界平均中上的評價，視覺效果、葛倫·鮑威爾的演出表現、動作序列、製作野心獲得好評，但對情節設計、角色化學反應、與原作的對照則褒貶不一。

## 故事概要
故事開頭，凱特·庫柏在俄克拉荷馬州與風暴追逐者哈維、安蒂、普拉文和她的男友傑布共事，一行人利用名為「桃樂絲V」的氣象雷達偵測龍捲風的數據，將一桶聚丙烯酸鈉溶液放入龍捲風中，希望藉此降低龍捲風的強度並進一步為研究爭取資金。但是事情發展出乎一行人預料，龍捲風忽然變成改良藤田級數EF5強度，導致眾人陷入困境，這場追風行動造成安蒂、普拉文、傑布罹難，凱特和哈維則保住性命。
事隔五年，凱特任職於美國國家海洋暨大氣總署紐約辦事處，她的昔日搭擋哈維則在龍捲風移動雷達觀測公司「Storm Par」工作，哈維為凱特提供了一個為期一周的工作，讓他的團隊測試一種新的龍捲風偵測掃描系統，最初凱特並未同意，直至哈維發送了有關龍捲風摧毀一座城鎮的新聞報導給她才接下這份工作。凱特和哈維加入俄克拉荷馬州的「Storm Par」團隊，成員中有哈維的商業夥伴史考特。另一方面，在YouTube聞名的人氣網紅、自稱「龍捲風牛仔」的風暴追逐者泰勒·歐文斯抵達俄克拉荷馬州，希望利用預計的龍捲風發生機會展開追風行動。泰勒與他的團隊成員布恩、丹尼、德克斯特和莉莉以及英國記者班一起加入追風行列。
「Storm Par」和泰勒的團隊正式展開行動，當兩批團隊正在追逐降落在附近風電場的 EF1 龍捲風時，凱特忽然恐慌症發作，無法幫助哈維架设最後一台探測器，只得駕車離去。團隊成功啟動了下一個龍捲風的探測系統，結果遇上 EF3 龍捲風，當龍捲風瞬間分裂成兩半時，強風吹走了第三個探測器。凱特和哈維勉強逃脫，與泰勒的團隊一起駕車前往附近遭受龍捲風襲擊的水晶泉鎮，幫助當地區民進行災後恢復工作。凱特將泰勒和他的團隊視為沽名釣譽者，驚訝地發現他們利用商品利潤來援助龍捲風受害者，而「Storm Par」馬歇爾·里格斯則通過購買龍捲風受損的土地來牟取暴利。
泰勒邀請凱特參觀附近斯蒂尔沃特的牛仔競技表演，期間雙方建立友好關係，不料EF4 龍捲風襲來，他們急忙躲在一個空無一人的汽車旅館泳池裡避難。隨後，凱特和哈維就里格斯的意圖發生爭執，導致哈維將當年追風夥伴的犧牲歸咎於凱特，令心煩意亂的凱特回到了母親位於俄克拉荷馬州薩帕爾帕的農場。泰勒追蹤並揭露了凱特五年前關於龍捲風破壞實驗的研究，向她提出重啟實驗的提議，起先凱特拒絕協助此事，但最終接受了。翌日，他們將溶液釋放到掠過的龍捲風中，但龍捲風未能消散，哈維滿懷歉意之餘將儀器讀取的數據交給凱特，這讓凱特構思出對實驗進行了改變，以糾正先前的疏忽的計劃，即添加碘化銀。團隊追蹤了艾爾雷諾附近正在形成的另一場龍捲風。哈維和史考特的卡車險些翻倒，但他們在龍捲風襲擊煉油廠後起火之際逃脫，隨後龍捲風增強為 EF5 級，向艾爾雷諾方向移動。哈維試圖前往艾爾雷諾幫助當地災後恢復工作，但史考特向他施壓，要求他繼續為里格斯執行任務，忍無可忍的哈維極度不齒史考特的作為，不但在路邊拋棄了史考特，還正式退出「Storm Par」的團隊。
凱特、泰勒和他們的團隊將鎮民疏散到避難所和地下室，一輛脫軌的電車困住了泰勒，趕到現場的哈維和凱特救了他。團隊人員和鎮民躲在附近的電影院避難。凱特駕駛泰勒的卡車進入龍捲風中心，在與控制裝置進行了短暫的抗衡後，她將團隊開發令龍捲風消散的物質發射到龍捲風中，但車輛被風勢翻倒了。龍捲風襲擊並破壞了電影院，差點把莉莉拉出來，但泰勒在凱特發射的物質生效，削弱了龍捲風時救了她。團隊救了凱特並慶祝龍捲風的消散。
過了一段時日，哈維將凱特送到威尔·罗杰斯世界机场，承諾對他們的成功實驗進行更多研究，泰勒也赶来送别。當凱特準備搭上前往紐約的班機時，她重複了泰勒的口號：“如果你感覺到它，就追逐它”，然而廣播電台宣布強風導致航班延誤，泰勒赶上前去与凱特和解。故事尾聲的蒙太奇片段顯示凱特、泰勒和哈維加入了一項新研究項目，班撰写的故事重點是凱特而不是泰勒。

## 演員
- 黛西·埃德加-瓊斯飾演凱特·庫柏（Kate Cooper）
- 葛倫·鮑威爾飾演泰勒·歐文斯（Tyler Owens）
- 安東尼·拉莫斯飾演哈維（Javi）
- 布蘭登·皮雷亞（英语：Brandon Perea）飾演布恩（Boone）
- 毛拉·蒂爾尼（英语：Maura Tierney）飾演凱西·庫柏（Cathy Cooper）
- 莎夏·蓮恩（英语：Sasha Lane）飾演莉莉（Lilly）
- 哈利·海登-帕頓飾演班（Ben）
- 戴瑞·麥考馬克（英语：Daryl McCormack）飾演傑布（Jeb）
- 琪蘭·席普卡飾演安蒂（Addy）
- 尼克·多達尼（英语：Nik Dodani）飾演普拉文（Praveen）
- 大卫·科伦斯韦飾演史考特（Scott）
- 凱蒂·奧布萊恩飾演達妮（Dani）
- 保羅·謝爾（英语：Paul Scheer）飾演機場交通警察

## 製作
2020年6月，原版電影《龍捲風》（1996年）的國際發行商環球影業宣布正在開發翻拍版，約瑟夫·柯金斯基正進行早期導演談判。法蘭克·馬歇爾和薩拉·斯科特將擔任該項目的製片人。2021年6月，海伦·亨特表達了開發原片續集的興趣。然而，工作室拒絕了亨特的編劇和導演計劃，因為在該項續作提案中，亨特在前作飾演的角色喬·哈丁將會在龍捲風的襲擊中身亡。
2022年10月，宣布《龍捲風》的續作正在製作中，劇本將由馬克·L·史密斯編寫，馬歇爾擔任製片。導演方面則包括金國威、伊莉莎白·柴·瓦沙瑞莉、丹·崔克坦伯格和崔維斯·奈特正在洽談。有消息稱，他們希望亨特能重新扮演他的角色，特別是他和比尔·帕克斯顿的女兒的角色。電影將融入氣候變遷的情節。史密斯解釋道：「這是我們利用的一個元素，也是真實的。我與許多風暴專家、龍捲風專家和風暴追逐者交談過，甚至親自體驗過。由於氣候變化，龍捲風季節變得更加廣泛、更加激烈，龍捲風的數量和強度也增加了。因此，我們確實將氣候變遷納入了電影情節，以讓觀眾更加了解氣候變遷的原因和影響。」
同年12月，鄭李爍受聘執導。這部獨立續集由環球影業、華納兄弟影業、安布林娛樂公司和肯尼迪/馬歇爾公司合資製作，環球影業和華納兄弟將在不同區域進行發行，前者負責北美，後者負責其他地區。

### 選角
2023年3月，黛西·埃德加-瓊斯加入演員陣容並擔任主角。葛倫·鮑威爾和安東尼·拉莫斯於次月確定參演。2023年5月，布蘭登·皮雷亞、戴瑞·麥考馬克、毛拉·蒂爾尼等人等宣布加入演員陣容。

### 拍攝
該片的主要拍攝於2023年5月在奧克拉荷馬市周邊拍攝。並在草原衝浪工作室進行40天的拍攝、俄克拉荷馬城地鐵進行50天的拍攝。其他拍攝地點包括奇克謝、奧卡奇、艾爾里諾、史賓塞和卡西恩。然而，由於2023年SAG-AFTRA罷工，拍攝工作在7月暫停。直到罷工於2023年11月結束後，製作才恢復進行，並於隨後的月份完成拍攝。

## 上映
本片2024年7月19日由環球影業安排在美國上映，並由華納兄弟影業負責全球上映。

## 迴響

### 評價
爛番茄根據392條評論，本片獲得75%的新鮮度，平均得分6.7／10，觀眾的好評度為83%，平均得分4.2／5，網站共識評論：「《龍捲風暴》的預報換來一場壯觀的風暴，同時伴隨著葛倫·鮑威爾的魅力旋風，精采絕倫且刺激不斷。」在Metacritic上，本片獲得65分，代表「正面評價為主」。

### 票房
影片在美国和加拿大获得2.678亿美元，其他地区取得1.03亿美元，全球累计3.71亿美元。
| 上一届： 《神偷奶爸4》   | 2024年美國週末票房冠軍 第29週 | 下一届： 《死侍與金鋼狼》 |
| 上一届： 《腦筋急轉彎2》 | 2024年台北週末票房冠軍 第29週 | 下一届： 《死侍與金鋼狼》 |

## 外部連結
- 互联网电影数据库（IMDb）上《龍捲風暴》的资料（英文）
- 爛番茄上《龍捲風暴》的資料（英文）
- Box Office Mojo上《龍捲風暴》的资料（英文）
- Metacritic上《龍捲風暴》的資料（英文）
- AllMovie上《龍捲風暴》的资料（英文）
- 開眼電影網上《龍捲風暴》的資料（繁體中文）
- 豆瓣电影上《龍捲風暴》的資料 （简体中文）